# Titavi FC
El Titavi FC fue un equipo de fútbol de Samoa que alguna vez jugó en la Liga Nacional de Samoa, la primera división de fútbol en el país.

## Historia
Fue fundado en el año 2000 en la capital Apia como un equipo que se había formado con los mejores jugadores que había en el país, incluso con un nivel tan parejo de juego con el de la selección nacional. El nivel del club era tan alto que ganaron el título de liga ganando todos los partidos, anotaron 39 goles y solo recibieron 2.
A nivel internacional participó en el Campeonato de Clubes de Oceanía 2001 donde fue eliminado en la fase de grupos y posteriormente el club desaparece.

## Palmarés
- Liga Nacional de Samoa: 1

2000

## Participación en competiciones de la OFC
| Temporada | Torneo                          | Ronda          | Club   | Resultado |
| --------- | ------------------------------- | -------------- | ------ | --------- |
| 2001      | Campeonato de Clubes de Oceanía | Fase de grupos | Tafea  | 1-5       |
| 2001      | Campeonato de Clubes de Oceanía | Fase de grupos | Venus  | 0-6       |
| 2001      | Campeonato de Clubes de Oceanía | Fase de grupos | PanSa  | 2-0       |
| 2001      | Campeonato de Clubes de Oceanía | Fase de grupos | Tupapa | 2-0       |